# Alister Kirby
Alister Graham Kirby (Londra, 14 aprile 1886 – 29 marzo 1917) è stato un canottiere britannico.Vincitore della medaglia d'oro alle olimpiadi estive del 1912, ha rappresentato la Gran Bretagna nel canottaggio (8+). Morì durante la prima guerra mondiale, che ha servito in qualità di capitano nella Rifle Brigade.

## Palmarès

### Olimpiadi
- 1 medaglia:
  - 1 oro (Stoccolma 1912 nell'otto)